# Polyommatus forsteri
Polyommatus forsteri är en fjärilsart som beskrevs av Pfeiffer 1938. Polyommatus forsteri ingår i släktet Polyommatus och familjen juvelvingar. Inga underarter finns listade i Catalogue of Life.